# 沃爾波斯滕峰
沃爾波斯滕峰（英語：Vorposten Peak）是南極洲的山峰，位於毛德皇后地的阿斯特里德公主海岸，處於帕耶山脈東北面約25英里，海拔高度1,670米，現時由南極條約體系管理。

## 外部連結
- 本条目引用的公有领域材料来自美国地质调查局的文档 《沃爾波斯滕峰》 （資料來自地名信息系统）。

71°25′S 15°31′E / 71.417°S 15.517°E